# Diseño arquitectónico asistido por computadora

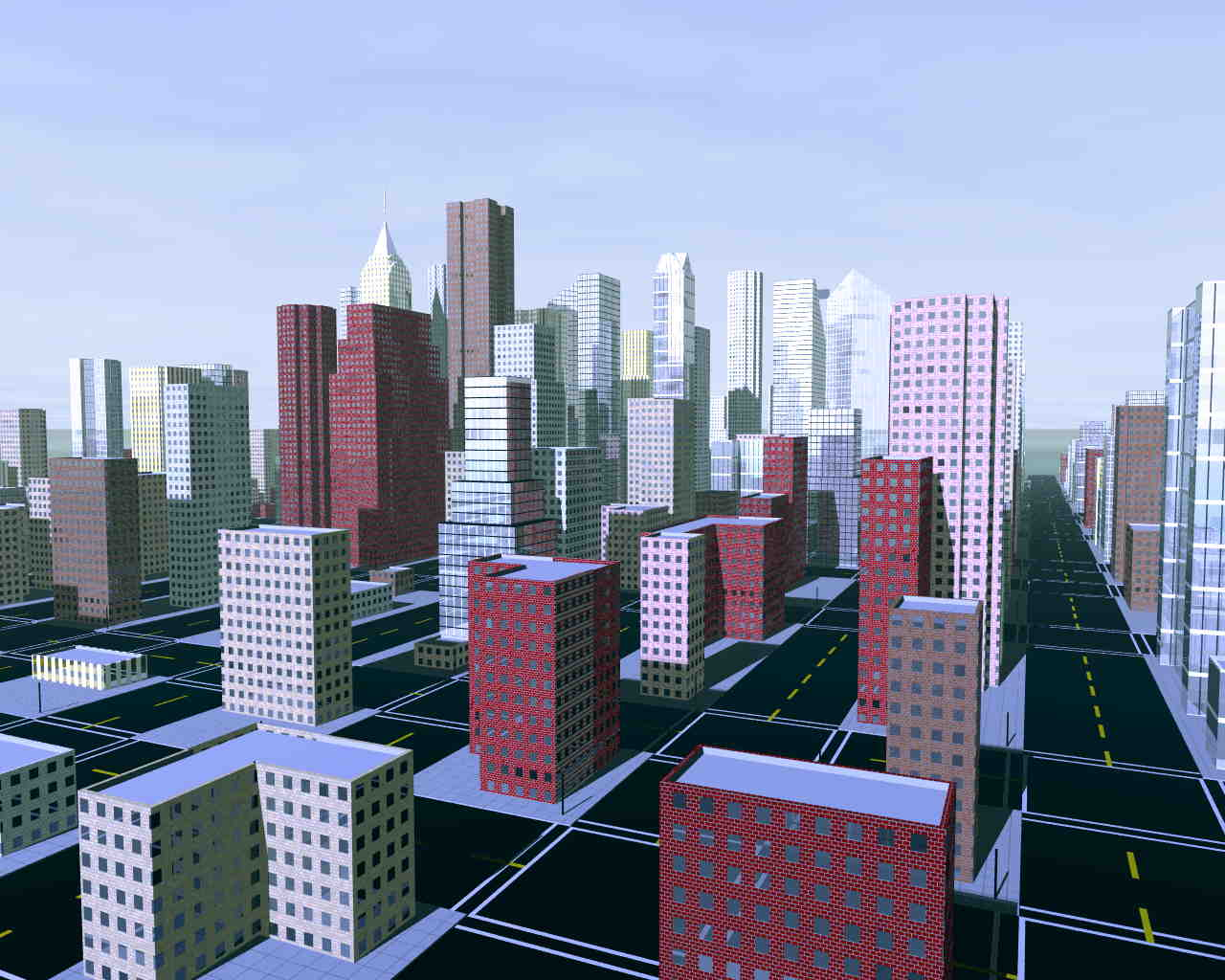
Utilización del CAD para la representación gráfica de un proyecto arquitectónico

El diseño arquitectónico asistido por computadora o CAAD (siglas en inglés de computer-aided architectural design) se refiere a un conjunto de técnicas en las que, por medio de herramientas de computación gráfica, se pueden desarrollar proyectos arquitectónicos. Asimismo, se llama software CAAD a aquellos programas de diseño asistido por computadora (CAD) especializados para el diseño arquitectónico. Básicamente son programas de modelado orientado a objetos, con bibliotecas de elementos arquitectónicos, editables según parámetros específicos, como las características de los materiales de construcción.

## Representación gráfica
Todos los sistemas CAD y CAAD emplean una base de datos con la geometría y otras propiedades de los objetos, todos ellos tienen algún tipo de interfaz gráfica de usuario para manipular una representación visual en lugar de la base de datos, y todos son más o menos relacionados con el diseño y montaje de piezas estándar y no estándar. La principal distinción que se hace al referirse al CAAD en lugar del CAD se encuentra en el dominio de conocimientos (objetos específicos de la arquitectura, técnicas, datos y apoyo de procesos) incluidos en el sistema. Un sistema CAAD difiere de otros sistemas CAD en dos aspectos:
- Tiene una base de datos de objetos específica de elementos constructivos y conocimientos de construcción.
- Soporta explícitamente la creación de objetos arquitectónicos.

En un sentido más general, CAAD también se refiere al uso de cualquier técnica computacional en el campo del diseño arquitectónico aparte del uso de software específico de arquitectura. Por ejemplo, software que es desarrollado específicamente para la industria de la animación (como, Maya,3ds Max, Rhinoceros 3D ), se utiliza también en el diseño arquitectónico. La distinción que pertenece propiamente al CAAD no siempre es clara de hacer. Software especializado, por ejemplo, para el cálculo de estructuras mediante el método de elementos finitos, se utiliza en diseño arquitectónico, por lo que en este sentido correspondería al CAAD. Por otra parte, dicho software es raramente utilizado para crear nuevos diseños. En CAAD también se podría encontrar la aplicación de técnicas como la gramática formal, computación evolutiva, y sistemas expertos. Para el apoyo del proceso de comunicación, todo tipo de sistema de trabajo colaborativo apoyado por computadora (CSCW) es implementado.

## Objetos tridimensionales
El CAAD tiene dos tipos de estructuras en su programa. El primer sistema es de estructura superficial, el cual proporciona un medio gráfico para representar objetos tridimensionales utilizando dos dimensiones. Contiene también algoritmos que permiten la generación de patrones y su análisis usando criterios programados, y bancos de datos que almacenan información sobre el problema en cuestión y los estándares y regulaciones que se aplican a éste. El segundo sistema es de estructura profunda, lo que significa que las operaciones realizadas por la computadora tienen limitaciones naturales. Hardware y lenguajes de máquina que son soportados por él lo hacen fácil para realizar operaciones aritméticas con rapidez y precisión. También se pueden construir un gran número de capas de procesamiento simbólico, permitiendo las funcionalidades que se encuentran en la superficie.

## Ventajas
Otra ventaja del CAAD es el mapeo bidireccional de las actividades y funcionalidades. Las dos instancias de mapeo se indican entre las estructuras superficiales (TM1) y las estructuras profundas (TM2). Estas asignaciones son abstracciones que se introducen con el fin de debatir el proceso de diseño y despliegue de sistemas de CAAD. A la hora de diseñar los sistemas, los desarrolladores por lo general consideran TM1. Aquí, un mapeo uno a uno es la típica declaración, que consiste en desarrollar una funcionalidad basada en computadora que haga un mapeo lo más cercano posible a la correspondiente actividad manual de diseño, por ejemplo, el dibujo de escaleras, el control espacial de conflictos entre sistemas del edificio, o la generación de perspectivas a partir de puntos de vista ortogonales. Los procesos de diseño arquitectónico tienden a integrar modelos hasta entonces aislados. Diferentes tipos de conocimiento especializado, herramientas, técnicas de visualización y medios son combinados. El proceso de diseño abarca el ciclo de vida completo del edificio. Las áreas cubiertas son la construcción, las remodelaciones y la demolición. Teniendo en cuenta el uso compartido de herramientas digitales de diseño, y el intercambio de información y conocimientos entre los diseñadores y a través de diferentes proyectos, se habla de un continuo de diseño.
Una obra de arquitectura implica principalmente datos representados visualmente. Los problemas a menudo son descritos y tratados en un enfoque gráfico. Sólo esta forma de expresión sirve de base para el trabajo y la discusión. Por lo tanto, el diseñador debe tener un máximo control visual sobre los procesos que tienen lugar en el continuo de diseño. Otras preguntas se producen acerca de la navegación, el acceso asociativo a la información, y la programación y comunicación en conjuntos de datos muy grandes.